# Rallarvegen

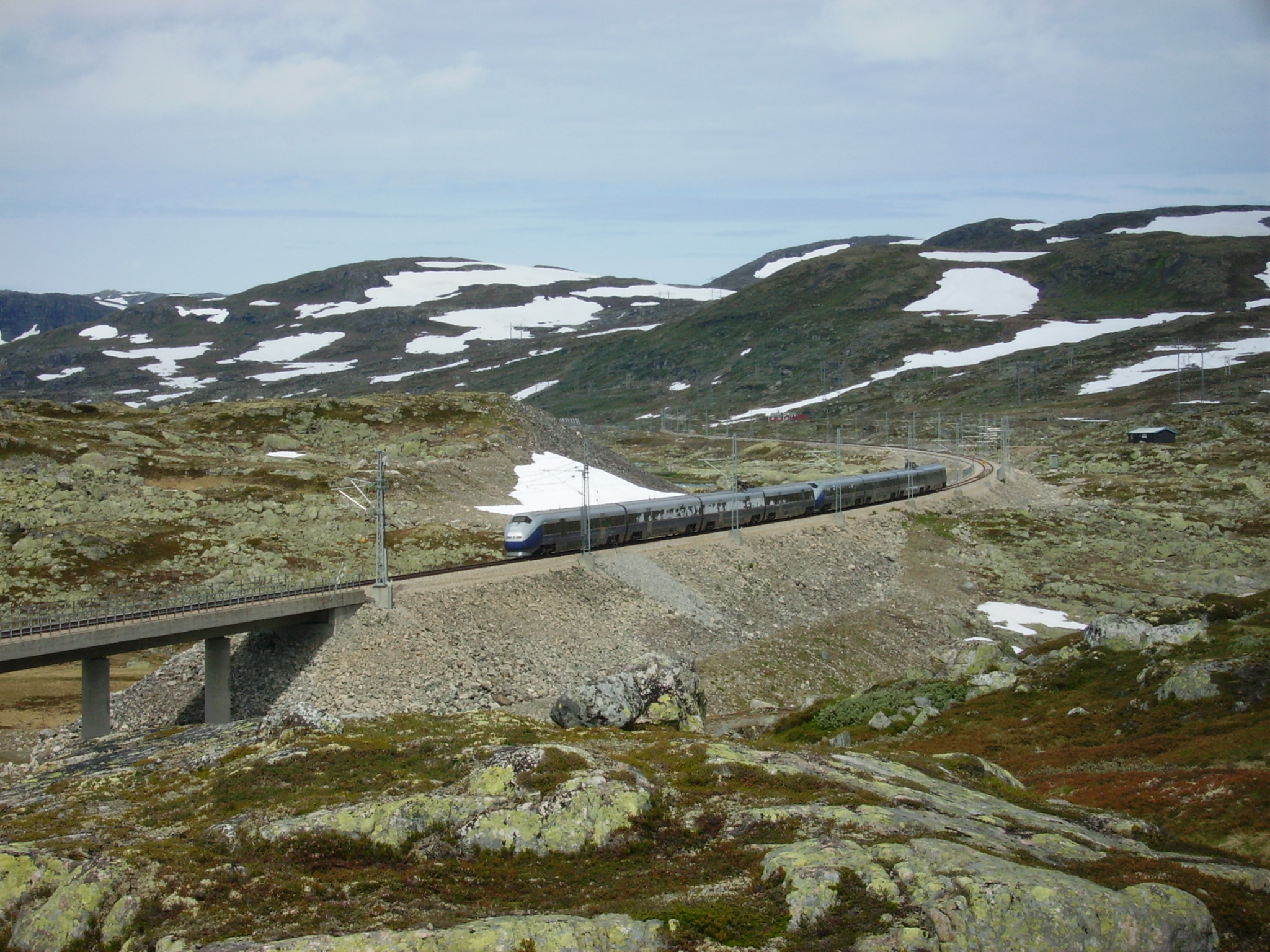
Parallel zum Rallarvegen verläuft die Bergensbane, hier zwischen Haugastøl und Finse

Der Rallarvegen (auch rallarveien; norwegisch für „Bahnarbeiterweg“) ist ein nicht asphaltierter Weg, der entlang der Bergensbane (Bahnverbindung von Oslo nach Bergen) über die Hardangervidda führt. Er diente ursprünglich dem Bau der Bahnstrecke über die Hardangervidda und wird heute als Rad- und Wanderweg genutzt.

## Geschichte

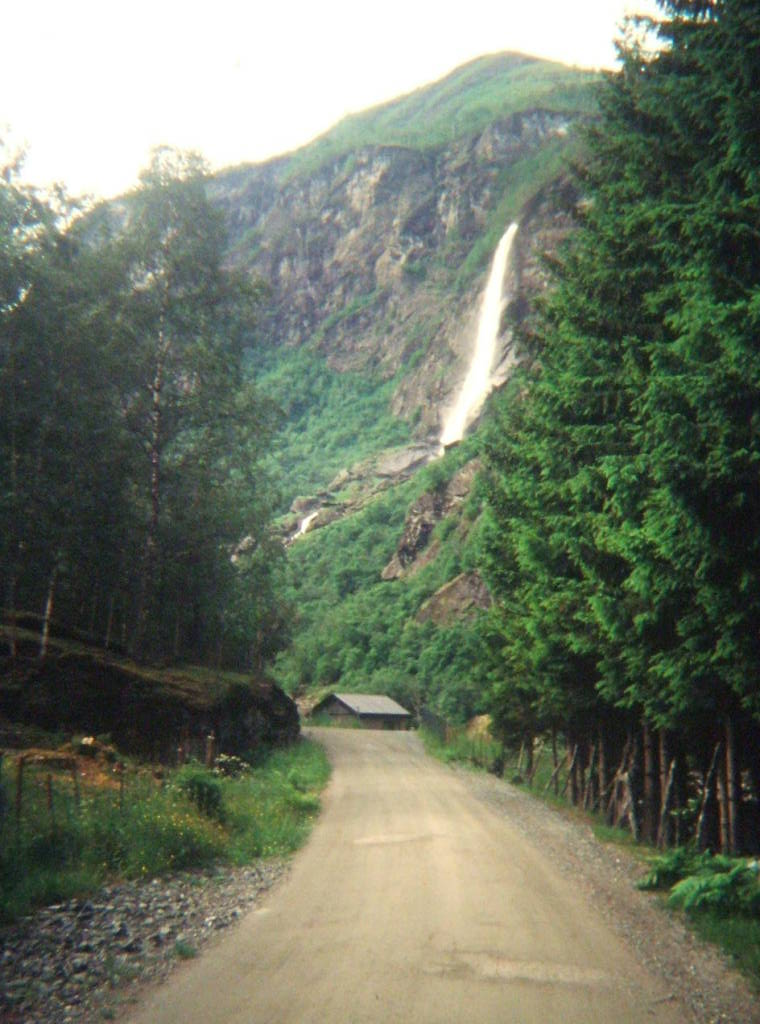
Ein Stück des Rallarvegen im Flåmsdalen

Im März 1894 beschloss das norwegische Parlament Storting, dass eine Eisenbahnverbindung zwischen Christiania (dem heutigen Oslo) und Bergen gebaut werden solle. 
Da die Bahn über die damals weglose Hochfläche der Hardangervidda führen sollte, musste zuerst ein Weg gebaut werden, über den der Transport von Menschen und Material zu den Baustellen möglich war. Dazu wurde der Rallarvegen von den drei Orten Voss, Flåm und Geilo gebaut, der parallel zur danach fertiggestellten Bahntrasse errichtet wurde. Der Begriff setzt sich zusammen aus den Worten „Rallar“ (Bahnarbeiter) und „Vegen“ (nynorsk: der Weg). 
Nach der Eröffnung der Bergenbahn 1909 blieb der Weg bestehen und wurde bis zur Inbetriebnahme der Flåmsbana 1940 von Reisenden als Zugang vom Sognefjord zur Bergenbahn (Bahnhof Myrdal) genutzt.

## Heutige Nutzung
Seit 1974 wird der Rallarvegen als Teil der Nationalen Fahrradroute 4 von Oslo nach Bergen genutzt, außerdem ist er in einigen wenigen Abschnitten als Kfz-Zufahrt zu Wochenendgrundstücken freigegeben. Wanderer nutzen die Strecke häufig zur Überquerung der Hardangervidda aufgrund der relativ guten Versorgungslage an der Strecke. 

## Verlauf

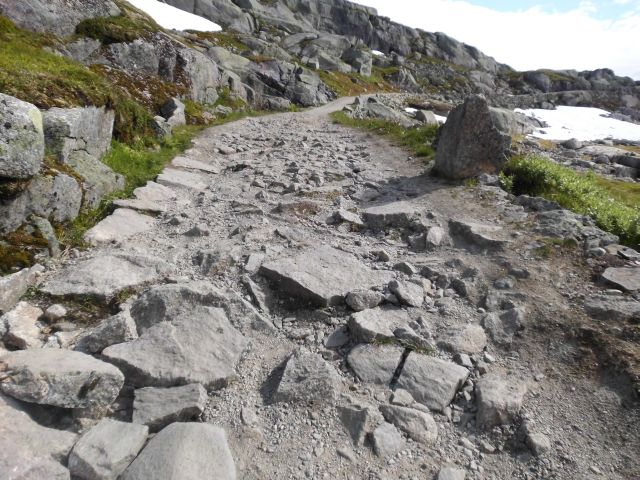
Grober Streckenabschnitt bei Lågheller

Der Rallarvegen führt über eine Entfernung von 86 Kilometern vom Bahnhof in Haugastøl über die Bahnhöfe Finse, Hallingskeid und Myrdal bis zum Ort Flåm am Aurlandsfjord.
Während Haugastøl an der Reichsstraße 7 auf etwa 1000 Metern über Meeresspiegel liegt, erreicht der Rallarvegen in Finse auf 1222 Metern den höchstgelegenen Bahnhof Nordeuropas. Bis auf 1343 Meter steigt der Rallarvegen zwischen den Bahnhöfen Finse und Hallingskeid weiter an und fällt anschließend bis nach Flåm auf Meeresniveau ab. Der Rallarvegen ist durchgängig nicht asphaltiert. Im Abschnitt zwischen Finse und Myrdal ist der Weg teilweise in schlechtem Zustand. In diesem Bereich muss bis in den Juli hinein mit Schneefeldern gerechnet werden. Hinter Myrdal fällt der Rallarvegen auf einer Entfernung von zwei Kilometern über 300 Höhenmeter mit 18 % Gefälle regelrecht ins Flåmdalen hinunter. 
Eine weitere Wegvariante führt von Myrdal aus nach Voss. Dabei müssen Wanderer wie Radfahrer von Myrdal eine Station mit der Bahn durch den Gravhalstunnel überbrücken, da es für diesen Abschnitt keine direkte Umgehung gibt. Die Fahrt mit der Bahn dauert etwa fünf Minuten.
Der für den Straßenverkehr gesperrte Rallarvegen ist Teil der Nationalen Fahrradroute 4. Er gilt als einer der schönsten Radwege Norwegens und ist in einigen Teilbereichen nicht einfach mit dem Rad zu befahren.